# Lucrecia de Matamoros
Lucrecia de Matamoros är en ort i Mexiko.   Den ligger i kommunen San Andrés Teotilálpam och delstaten Oaxaca, i den sydöstra delen av landet, 300 km sydost om huvudstaden Mexico City. Lucrecia de Matamoros ligger 1 114 meter över havet och antalet invånare är 188.
Terrängen runt Lucrecia de Matamoros är bergig åt sydost, men åt nordväst är den kuperad. Runt Lucrecia de Matamoros är det glesbefolkat, med 17 invånare per kvadratkilometer. Närmaste större samhälle är San Felipe Usila, 13,8 km öster om Lucrecia de Matamoros. I omgivningarna runt Lucrecia de Matamoros växer i huvudsak städsegrön lövskog.